# Halichoeres insularis
Halichoeres insularis Allen & Robertson, 1992 è un pesce di mare appartenente alla famiglia Labridae.

## Distribuzione e habitat
Proviene dalle barriere coralline del centro-est dell'oceano Pacifico; per ora è stato trovato soltanto dalle isole Revillagigedo. Vive in zone ricche di coralli con fondali sia rocciosi che sabbiosi, intorno ai 20 m di profondità.

## Descrizione
Presenta un corpo allungato, leggermente compresso ai lati, con la testa dal profilo appuntito. È una specie di dimensioni piccole, infatti la lunghezza massima registrata è di 7 cm. 
La colorazione non varia particolarmente tra giovani e adulti, ma i primi si distinguono soprattutto perché più pallidi. Nei maschi adulti il dorso è marrone, mentre il ventre tende soprattutto al rosa, abbastanza scuro. Dalla bocca parte una linea gialla orizzontale che attraversa tutto il corpo fino al peduncolo caudale. La pinna caudale è gialla e ha il margine arrotondato. Il corpo può presentare riflessi blu. La pinna dorsale e la pinna anale sono basse e lunghe.

## Biologia

### Comportamento
Nuota in banchi non particolarmente grandi.

### Riproduzione
È oviparo e la fecondazione è esterna. Non ci sono cure verso le uova.

## Conservazione
Questa specie è classificata come "vulnerabile" (VU) dalla lista rossa IUCN perché a causa dell'areale molto ristretto risente dei cambiamenti climatici e di El Niño. Non è di alcun interesse per la pesca.